# Niaux
Niaux – miejscowość i gmina we Francji, w regionie Oksytania, w departamencie Ariège.
Według danych na rok 2010 gminę zamieszkiwało 200 osób, a gęstość zaludnienia wynosiła 50 osób/km².
Nieopodal miejscowości znajduje się jaskinia z prehistorycznymi malowidłami naskalnymi w kolorze czarnym i czerwonym, podobnymi do tych z Lascaux. Ich powstanie datuje się na górny paleolit. Przedstawiają m.in. żubry, konie i koziorożce.